# Mark Bowen
Mark Bowen (født 7. december 1963) er en tidligere walisisk fodboldspiller.

## Wales' fodboldlandshold
| Wales’ landshold | Wales’ landshold | Wales’ landshold |
| År               | Kmp              | Mål              |
| ---------------- | ---------------- | ---------------- |
| 1986             | 2                | 0                |
| 1987             | 0                | 0                |
| 1988             | 2                | 0                |
| 1989             | 6                | 1                |
| 1990             | 1                | 0                |
| 1991             | 3                | 0                |
| 1992             | 8                | 2                |
| 1993             | 3                | 0                |
| 1994             | 4                | 0                |
| 1995             | 6                | 0                |
| 1996             | 5                | 0                |
| 1997             | 1                | 0                |
| Total            | 41               | 3                |